# Mysl (Verlag)
Mysl (russisch Мысль, wiss. Transliteration Mysl', „Gedanke“) war ein russischer Emigrantenverlag in den Jahren 1921–1925 in Berlin. Sein Chefredakteur war S. L. Kutscherow. Finanziert wurde der Verlag von G. A. Goldberg. Er veröffentlichte Bücher in russischer Sprache in der Reihe Ein Buch für alle (darunter I. A. Krylow, A. K. Tolstoi, F. M. Dostojewski usw.) sowie Sammlungen russischer Lyrik.